# 490
490 (CDXC) a fost un an obișnuit al calendarului iulian.

## Arte, științe, literatură și filozofie
- 490 este numărul maxim de iertări pentru fratele tău, impus de Iisus în Noul Testament (M. 16.22): ... pe fratele tău trebuie să-l ierți “Până la șaptezeci de ori câte șapte” (70×7=490).

## Nașteri
- Cassiodorus (Flavius Magnus Aurelius Cassiodorus), istoric, om de stat roman (d. 585)

## Decese
- dată necunoscută: Moise de Corene istoric armean (n. 410)
- 11 decembrie: Daniel Stâlpnicul  (n. 409)